# Élections législatives norvégiennes de 2001
Les élections législatives norvégiennes de 2001 (Stortingsvalet 2001, en norvégien) se sont tenues le 10 septembre 2001, afin d'élire les cent soixante-cinq députés du Storting pour un mandat de quatre ans.
Bien que le Parti travailliste arrive en tête malgré un net recul, le premier ministre Jens Stoltenberg est obligé de laisser sa place à une coalition Parti conservateur, Parti populaire chrétien et Parti libéral. Cette coalition obtenant la confiance et le soutien du Parti du Progrès.
Kjell Magne Bondevik devient à nouveau Premier Ministre.

## Système électoral
Les députés sont élus au scrutin proportionnel plurinominal dans 19 circonscriptions dont le nombre de sièges est pondéré par la population et la superficie. À ceux-là, s'ajoute d'autres députés qui compensent les différences nationales, pour un total de 165 députés. La majorité absolue recherchée par les coalitions est donc de 83.
| Circonscriptions       | Sièges | +/-           | Carte |
| ---------------------- | ------ | ------------- | ----- |
| Akershus               | 12     | en stagnation |       |
| Aust-Agder             | 4      | en stagnation |       |
| Buskerud               | 7      | en stagnation |       |
| Finnmark               | 4      | en stagnation |       |
| Hedmark                | 8      | en stagnation |       |
| Hordaland              | 16     | 1             |       |
| Møre og Romsdal        | 10     | en stagnation |       |
| Nord-Trøndelag         | 6      | en stagnation |       |
| Nordland               | 12     | en stagnation |       |
| Oppland                | 7      | en stagnation |       |
| Oslo                   | 15     | en stagnation |       |
| Rogaland               | 10     | en stagnation |       |
| Sogn og Fjordane       | 5      | en stagnation |       |
| Sør-Trøndelag          | 10     | en stagnation |       |
| Telemark               | 6      | en stagnation |       |
| Troms                  | 6      | en stagnation |       |
| Vest-Agder             | 5      | en stagnation |       |
| Vestfold               | 7      | en stagnation |       |
| Østfold                | 8      | en stagnation |       |
| Sièges complémentaires | 7      | 1             |       |
| Total                  | 165    | en stagnation |       |

## Résultats

### Nationaux
|                        |                                            |           |       |       |        |               |  |
| Partis                 | Partis                                     | Voix      | %     | +/-   | Sièges | +/−           |  |
|                        | Parti travailliste (Ap)                    | 612 632   | 24,29 | 10,71 | 43     | 22            |  |
|                        | Parti conservateur (H)                     | 534 852   | 21,21 | 6,87  | 38     | 15            |  |
|                        | Parti du progrès (FrP)                     | 369 236   | 14,64 | 0,66  | 26     | 1             |  |
|                        | Parti socialiste de gauche (SV)            | 316 397   | 12,55 | 6,54  | 23     | 14            |  |
|                        | Parti populaire chrétien (KrF)             | 312 839   | 12,41 | 1,25  | 22     | 3             |  |
|                        | Parti du centre (Sp)                       | 140 287   | 5,56  | 2,37  | 10     | 1             |  |
|                        | Parti libéral (V)                          | 98 486    | 3,91  | 0,54  | 2      | 4             |  |
|                        | Parti du littoral (Kp)                     | 44 010    | 1,75  | Nv.   | 1      | 1             |  |
|                        | Alliance électorale rouge (RV)             | 30 015    | 1,19  | 0,48  | 0      | en stagnation |  |
|                        | Le Parti politique (dpp)                   | 19 457    | 0,77  | Nv.   | 0      | en stagnation |  |
|                        | Parti des retraités (PP)                   | 17 940    | 0,71  | 0,09  | 0      | en stagnation |  |
|                        | Parti de l'unité chrétienne (KSP)          | 6 742     | 0,27  | Nv.   | 0      | en stagnation |  |
|                        | Parti de l'environnement - Les Verts (MDG) | 3 785     | 0,15  | 0,08  | 0      | en stagnation |  |
|                        | Liste pour Sørland                         | 2 407     | 0,10  | Nv.   | 0      | en stagnation |  |
|                        | Autres partis                              | 12 735    | 0,50  | -     | 0      | -             |  |
|                        |                                            |           |       |       |        |               |  |
| Suffrages exprimés     | Suffrages exprimés                         | 2 521 820 | 99,45 |       |        |               |  |
| Votes blancs et nuls   | Votes blancs et nuls                       | 13 953    | 0,55  |       |        |               |  |
| Total                  | Total                                      | 2 535 773 | 100   | -     | 165    | en stagnation |  |
| Abstentions            | Abstentions                                | 823 660   | 24,52 |       |        |               |  |
| Inscrits/Participation | Inscrits/Participation                     | 3 359 433 | 75,48 |       |        |               |  |